# Robert Stawarz
Robert Marek Stawarz (ur. 10 czerwca 1966) – polski biolog, zoolog specjalizujący się w toksykologii środowiska i biologii człowieka, doktor habilitowany nauk biologicznych, nauczyciel akademicki Uniwersytetu Pedagogicznego w Krakowie. W latach 2008 do 2016 prodziekan Wydziału Geograficzno-Biologicznego UP. Od 2016 r. prorektor ds. rozwoju Uniwersytetu Pedagogicznego w Krakowie.

## Życiorys
W 1990 roku ukończył studia magisterskie z zakresu biologii na Wyższej Szkole Pedagogicznej w Krakowie broniąc pracę pt. „Wpływ kalcytoniny na ilość komórek glejowych Gomori-pozytywnych w mózgu samic myszy”. 
W 1998 roku na podstawie napisanej pod kierunkiem Stanisława Krawczyka pracy pt. „Analiza zawartości niektórych pierwiastków u żaby trawnej Rana temporaria L. w okresie odrętwienia zimowego i pory godowej” uzyskał na Wydziale Geograficzno-Biologicznym Wyższej Szkoły Pedagogicznej im. Komisji Edukacji Narodowej w Krakowie stopień doktora nauk biologicznych w zakresie biologii. 
W 2009 roku uzyskał stopień doktora habilitowanego nauk biologicznych w zakresie biologii na podstawie rozprawy pt. „Trace Elements and Heavy Metals in Animals and Humans. Selected Aspects of Their Content and Distribution” nadany uchwałą Rady Wydziału Uniwersytetu Konstantyna Filozofa w Nitrze. Tym samym wpisuje się w rzeszę polskich naukowców, którzy w latach  2005–2016 uzyskiwali masowo habilitację na Słowacji. Pracuje na stanowisku profesora uczelni w Katedrze Zoologii Instytutu Biologii UP.

## Odznaczenia
- Złoty Medal „Zasłużony dla Nauki Polskiej Sapientia et Veritas” (2023), przyznany przez ministra Przemysława Czarnka[5].